# Lukšovská
Lukšovská je přírodní památka severozápadně od obce Řídelov v okrese Jihlava. Oblast spravuje Krajský úřad Kraje Vysočina. Důvodem ochrany jsou podmáčené porosty s bohatým podrostem.